# 莿桐 (大字)
莿桐，原稱為莿桐巷，是台灣雲林縣莿桐鄉的一個傳統地域名稱，也是全鄉行政中心所在地，位於該鄉西部南側。相較於今日行政區，其範圍大致包括義和村不含西大半葉的南端、興桐村西南部、莿桐村西北半部不含最北端中西段、甘厝村、甘西村不含南端。

## 歷史
台灣清治末期至日治初期，莿桐地區為一街庄，稱為「莿桐巷庄」，隸屬於西螺堡。該庄北與番仔庄為鄰，東與樹仔腳庄為鄰，南邊為大埔尾庄、惠來厝庄，西邊為三塊厝庄、埤頭垻庄。
1901年（日治明治三十四年）11月，全台廢縣廳改設二十廳，該庄隸屬於斗六廳。1903年（明治三十六年）6月，該庄編入「西螺區」，隸屬於斗六廳。1909年（明治四十二年）10月，合併二十廳為十二廳，西螺區改隸屬於嘉義廳。1920年（大正九年），全台地方制度大改正，廢十二廳改設五州二廳，該庄改制並改名為「莿桐」大字，隸屬於臺南州斗六郡莿桐庄。
戰後莿桐庄改制為莿桐鄉，隸屬於臺南縣，大字亦改制為村。1950年10月，雲、嘉、南分治，莿桐鄉改隸屬雲林縣。

## 聚落
本地區發展較早的聚落有莿桐巷、何厝、甘厝、新庄仔等，在日治期初期的官方地圖上已有記載。此外，本地區尚有甘西、中村（中園）等聚落。

## 交通
國道1號又稱「中山高速公路」，是貫穿台灣西部的兩條縱向高速公路之一，大致以北北東—南南西走向繞大彎轉北北西—南南東走向經過莿桐地區西部邊界外不遠處。北側最近的交流道是省道台1線交會處的西螺交流道；南側最近的是縣道145乙線交會處的虎尾交流道。由此等可快速前往國道1號沿線各地。
省道台1線（延平路）又稱「縱貫公路」，是台北至屏東楓港的傳統平面幹道，大致以西北—東南走向由本地區西北角入境後，至莿桐聚落西側繞大彎轉南，經省道台1丁線起點路口後轉西南微南出境。由該道路向西北可前往西螺、溪州、北斗、田尾等地，向西南微南可前往虎尾東北部、斗南、大埤東部、大林等地。
省道台1丁線（莿桐南路二段、中正路）是莿桐經斗六至斗南的幹道，其北側端點（起點）位於本地區東南部的省道台1線路口。由此向東北東出境後，經樹子腳西南端轉東南微南，可前往大埔尾、竹圍子西端、保長廍東北部、海豐崙與斗六交界地帶、斗六市區、大潭與保長廍交界地帶、保長廍西南端、九老爺北端、新庄並止於其西部邊界地帶的省道台1線另一路口（斗南市區北郊）。
縣道156號（和平路、莿桐北路二段、延平路、中正路）是麥寮鄉至莿桐鄉饒平的道路，也是雲林縣主要的橫貫道路之一，大致先以東北微北—西南微南走向到達本地區東北角後，沿本地區東部邊界行一小段路，至莿桐北路二段轉西北西再轉西出境一小段路，繞彎道再以東北微北—西南微南走向由本地區北部邊界凹入處入境，至省道台1線路口轉東南再繞彎道轉南，至中正路路口轉西北西蜿蜒而行，其後轉南再轉西蜿蜒而行，至本地區西部邊界轉南沿邊界而行，至新虎尾溪北岸路口轉西南西出境。由該道路向東北微北可前往樹子腳與番子交界地帶並止於縣道154號路口；向西南西轉西可前往西螺南部、二崙南部、崙背、麥寮等地。
鄉道雲44線是頂湳至甘西村的道路，其東側端點（終點）位於本地區西部邊界中央的縣道156號轉角路口。由此向北微東沿邊界地帶而行，其後轉西北出境後轉西北西，可前往埤頭垻、頂湳並止於鄉道雲39線路口。
鄉道雲47線是新宅至新莊仔的道路，其南側端點（起點）位於本地區中部偏東北的省道台1線路口。由此向北北東轉北再轉西北，至鄉道雲50線路口轉北，出境後可前往番子、番子與新宅交界地帶並止於縣道154號路口。
鄉道雲48線是中園至大將工業區的道路，其東側端點（終點）位於本地區東南部的省道台1線路口（大將工業區西側）。由此向西轉西南西，經鄉道雲49線路口後續行以至出境，可前往三塊厝東南端並止於鄉道雲77線路口。
鄉道雲49線是義和（番子）至中園的道路，大致以北北西—南南東走向由本地區北部邊界中西段入境後，至省道台1線路口轉西北與其共線約130公尺，至路口轉南南西獨行，至甘厝聚落轉南南東再轉東再轉南南東，至縣道156號路口轉西與其共線約150公尺並經過向南轉角，至路續向南獨行後轉南微西，至路底轉東再立即轉南南東，經鄉道雲48線路口後出境。由該道路向北北西可前往番子並止於鄉道雲42線路口；向南南東出境後，可前往惠來厝北端並止於鄉道雲54線路口。
鄉道雲50線是新莊（新庄子）至孩沙里的道路，其西側端點（起點）位於本地區中部偏西北的省道台1線路口。由此向東北轉東北微東穿越新庄子聚落後，經鄉道雲47線路口後出境，轉東北東可前往番子南端、本地區東北端、本地區東部邊界北側並止於縣道156號路口。
鄉道雲77線是鹿場至崁仔腳的道路，其北側端點（起點）位於本地區西部邊界南側的縣道156號轉角路口（鹿場聚落東側）。由此向南南東過新虎尾溪鹿場橋後入境，至路口轉西南西出境後，轉南南東於三塊厝地區東南端經鄉道雲48線起點路口後，再於過溪子東北端經鄉道雲54線起點路口可前往過溪子與惠來厝交界地帶並止於鄉道雲74線路口。

## 學校
- 莿桐國小
- 僑和國小
- 育仁國小

## 產業
- 大將工業區（北半部）